# Roha (ort i Indien, Maharashtra)
Roha är en ort i Indien.   Den ligger i distriktet Raigarh och delstaten Maharashtra, i den sydvästra delen av landet, 1 200 km söder om huvudstaden New Delhi. Roha ligger 11 meter över havet och antalet invånare är 90 000.
Terrängen runt Roha är huvudsakligen lite kuperad. Roha ligger nere i en dal. Runt Roha är det ganska tätbefolkat, med 199 invånare per kvadratkilometer. Roha är det största samhället i trakten. Omgivningarna runt Roha är en mosaik av jordbruksmark och naturlig växtlighet.